# Facharzt für Hygiene und Umweltmedizin
Facharzt für Hygiene und Umweltmedizin, auch Hygieniker und Umweltmediziner/Hygienikerin und Umweltmedizinerin, ist in Deutschland die offizielle Bezeichnung für einen Facharzt, der sich auf die ärztliche Tätigkeit im Gebiet Hygiene und Umweltmedizin spezialisiert hat.

## Gebiet Hygiene und Umweltmedizin
Das Gebiet Hygiene und Umweltmedizin umfasst nach der Definition der deutschen Weiterbildungsordnung für Ärztinnen und Ärzte von 2018 die Erkennung, Erfassung, Bewertung sowie Vermeidung schädlicher endogener und exogener Faktoren, welche die Gesundheit des Einzelnen oder der Bevölkerung beeinflussen sowie die Entwicklung von Grundsätzen für den Gesundheitsschutz und der gesundheitsbezogenen Umwelthygiene. Das Gebiet umfasst auch die Unterstützung und Beratung von Ärzten und Institutionen insbesondere in der Krankenhaus- und Praxishygiene, Infektionsprävention sowie der Umwelthygiene und Umweltmedizin, der Individualhygiene sowie im gesundheitlichen Verbraucherschutz.

## Facharzt-Weiterbildung
Um in Deutschland als Hygieniker und Umweltmediziner tätig werden zu können, muss nach dem Abschluss eines Medizinstudiums und erteilter Approbation als Arzt eine mindestens fünfjährige Weiterbildung im Gebiet Hygiene und Umweltmedizin mit Erfolg absolviert worden sein. Die Berechtigung zur Führung einer Facharzt- oder Zusatzbezeichnung wird nach einer mündlichen Prüfung von der zuständigen Landesärztekammer erteilt.
Die Weiterbildung muss an zugelassenen Weiterbildungsstätten absolviert werden: mindestens
- 60 Monate Hygiene und Umweltmedizin. Davon müssen abgeleistet werden:
- 12 Monate in der unmittelbaren Patientenversorgung.
- Bis zu 12 Monate Weiterbildung können erfolgen in den Gebieten Mikrobiologie, Virologie und Infektionsepidemiologie, Öffentliches Gesundheitswesen, Arbeitsmedizin und/oder in der Zusatz-Weiterbildung Infektiologie.

Bei der Anmeldung zur Weiterbildungsprüfung müssen der zuständigen Ärztekammer sämtliche Nachweise über die erfüllten Mindestanforderungen vorgelegt werden. Dazu gehören auch die Logbuch-Dokumentationen über alle durch die MWBO vorgegebenen Inhalte der Weiterbildung. Zur Weiterbildungsprüfung muss man darlegen, dass man über die entsprechenden Kenntnisse, Erfahrungen und Fertigkeiten im Fach verfügt.

### Inhalte der Weiterbildung
Zur Weiterbildungsprüfung muss dargelegt werden können, dass man Kenntnisse, Erfahrungen und Fertigkeiten unter anderem in folgenden Bereichen erlangt hat:
- Krankenhaushygiene und Infektionsprävention
- Antibiotikamanagement und Antibiotic Stewardship
- Infektionskontrolle und Surveillance
- Erregerdiagnostik und Methodik
- Umwelthygiene
- Wasserhygiene
- Lebensmittelhygiene
- Individualhygiene und Impfprävention
- Öffentlicher Gesundheitsschutz
- Störfall- und Ausbruchsmanagement.

Die Inhalte der Musterweiterbildungsordnung sind allerdings nur eine Empfehlung für die rechtsverbindlichen Weiterbildungsordnungen der Landesärztekammern, die hiervon abweichende Regelungen treffen können.

## Zusatz-Weiterbildungen
Fachärztinnen und -ärzte für Hygiene und Umweltmedizin haben die Möglichkeit, sich durch Zusatz-Weiterbildung in infektiologie weiter zu qualifizieren.